# Seitensprung (2014)

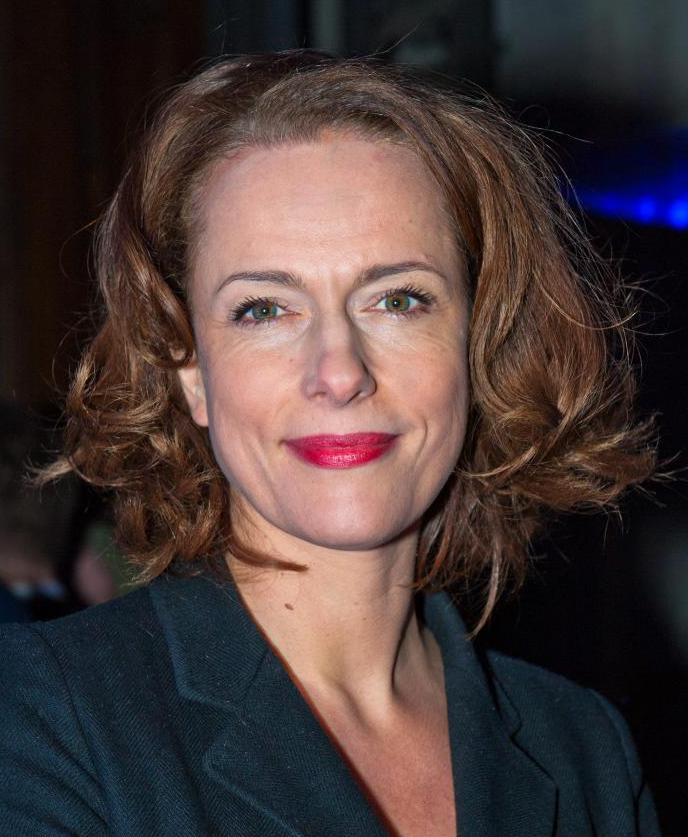
Claudia Michelsen spielt Fiona (Foto von 2012)

Seitensprung ist eine deutsche Filmkomödie aus dem Jahr 2014. In der Hauptrolle spielt Claudia Michelsen eine erfolgreiche Geschäftsfrau und Mutter, deren Leben sich schlagartig verändert, als sie vom Seitensprung ihres Mannes erfährt.

## Handlung
Fiona ist eine Karrierefrau und Mutter, sie meistert mit ihrem Organisationstalent ihren Alltag, hat eigentlich alles im Griff. Durch einen Zufall findet sie jedoch heraus, dass ihr Ehemann Ben bei einem einmaligen Seitensprung ihre Nachbarin Julia geschwängert hat. Acht Monate lang hat er Fiona nichts gesagt. Für ihn war dies ein Ausrutscher, er würde Alimente zahlen. Fiona sieht das aber nicht so und ruft einen Familienrat ein. Sie erklärt ihren Kindern und ihrer Mutter mit einer Präsentation, dass Ben und Julia „Sexualverkehr“ hatten und sie ein kleines Halbgeschwisterchen erwarten. Julia wird jetzt bei ihnen einziehen, damit Ben zeigen kann, dass er ein verantwortungsvoller Ehemann und Vater sein kann. So sieht zumindest Fionas Happy-Family-Plan aus. Da auch noch Julias musizierender Freund Dennis ein und aus geht, entstehen WG-artige Verhältnisse.
Im Haus finden fortan Geburtsvorbereitungskurse oder Bandproben statt. Fionas Mutter raucht Marihuana, sodass auch Tochter Paulette davon Gebrauch macht und Fiona sie bekifft von der Schule abholen muss. Es treten innerfamiliäre Konflikte zum Vorschein, die mit Fionas erfolgreichem Arbeitsleben zusammenhängen. Paulette beschwert sich, dass ihre Mutter Fiona „nicht einmal da ist, wenn sie da ist“. Also versucht sie dies zu ändern, bleibt zu Hause, guckt sich die Bandproben an und springt sogar Trampolin, wobei sie sich einen Arm bricht. Sie findet wieder Zugang zur Familie und auch zu Ben. Sie bringt Julia letztendlich auch ins Krankenhaus und ist bei der Geburt des kleinen Oskars dabei. Sie muss jedoch gleich im Anschluss zu einer wichtigen Präsentation auf der Arbeit sein. Hier entscheidet sie sich für eine äußerst gewagte, aber menschliche Präsentation. Sie wird daraufhin von ihrem erzürnten Chef beurlaubt und zieht sich bei einer Freundin zurück. Es stellt sich jedoch heraus, dass ihre Vorstellung bei den anwesenden Geschäftspartnern sehr gut ankam und ihr Chef sie anfleht zurückzukommen. Das nutzt sie, um mehr Gehalt einzufordern.
Der Film endet mit einer kleinen Aufführung von Fionas Familie, die sich wünscht, dass Fiona zurückkehrt und sie wieder eine normale Familie sein können. Fiona erwidert „Okay“.

## Produktion
Gedreht wurde der Film vom 18. November 2013 bis zum 19. Dezember 2013 in München. Der Film wurde erstmals am 19. September 2014 im Ersten ausgestrahlt.

## Rezeption

### Kritiken
Laut Lexikon des internationalen Films ist der Film eine „[b]eschwingte (Fernseh-)Familienkomödie, die der arg konstruierten Handlung einige durchaus originelle Momente abgewinnt.“
Rainer Tittelbach urteilt hingegen bei tittelbach.tv, der Film sei „anders als vergleichbare Unterhaltungsfilme, behandelt [den Seitensprung] nicht als narzisstische Kränkung für die weibliche Hauptfigur, sondern als Ausgangspunkt für ein Was-wäre-wenn-Szenario, das konsequent und durchaus ernsthaft durchgespielt wird.“ Der Film „wird der Tatsache gerecht, dass alles im Leben mehrere Seiten hat, anders als einem das Genrekomödien weismachen wollen.“ Auch lobt er die Charaktere, Claudia Michelsen würde die Karrierefrau nicht den Klischees entsprechend spielen und Maren Kroymann ihre 68er-Haltung samt Lebensstil nicht grell, sondern eher beiläufig in die Handlung einfließen lassen. Er gibt dem Film 4 von 6 möglichen Sternen.

### Einschaltquoten
Die Wiederholung des Films am 6. Januar 2020 sahen 2,70 Millionen Zuschauer. Dies bedeutete einen Marktanteil von 11,5 %.